# Kanina (Mělník)
Kanina é uma comuna checa localizada na região da Boêmia Central, distrito de Mělník.